# Stazione di Povir
La stazione di Povir (in italiano tra le due guerre Stazione di Poverio) è una fermata ferroviaria posta sulla linea Trieste-Vienna; serve il centro abitato di Povir, frazione di Sesana.

## Storia
La fermata fu attivata il 28 luglio 1857, all'apertura della tratta da Lubiana a Trieste, che completava la linea Trieste-Vienna.
Dopo la prima guerra mondiale, con l'annessione della zona al Regno d'Italia, la fermata passò alle Ferrovie dello Stato italiane, nel 1923 il suo nome venne italianizzato in Poverio.
Dopo la seconda guerra mondiale la fermata passò alla rete jugoslava (JŽ) e venne ripristinato il toponimo sloveno di Povir, analogamente al centro abitato. Dal 1991 appartiene alla rete slovena (Slovenske železnice).